# Taksis
Taksis (arab. تقسيس) – miejscowość w Syrii, w muhafazie Hama. W 2004 roku liczyła 3343 mieszkańców.
W czasie wojny domowej Taksis było miejscowością neutralną utrzymującą poprawne stosunki zarówno z rządem jak i z przeciwnymi mu grupami zbrojnymi. 2 kwietnia 2018 roku lokalny samorząd oficjalnie przekazał władzę nad miasteczkiem i dwiema pobliskimi wioskami syryjskim władzom państwowym.